# Anđeo s greškom
Anđeo s greškom je drugi studijski album virovitičkog rock sastava Vatra, koji je objavljen 2002. godine od izdavačke kuće Dallas Recordsa. Album sadrži trinaest skladbi, a njihov producent je Denis Mujadžić - Denyken.
Album je bio snimljen u studiju već 2000. godine, ali je materijal samo dan prije odlaska na konačnu obradu u studio Tivoli u Ljubljani potpuno izbrisan zbog greške na kompjuteru, čime je uništen višemjesečni rad. Sastav materijal ponovno snima i objavljuje album 2002. godine, nakon potpisivanja ugovora s nakladnikom Dallas Records.
Prvi singl bila je skladba "Putujem", a uz spot za tu skladbu snimljeni su i spotovi za pjesme "Sunce", "Srce", "Želim biti ti" i "Dno od suza". Svi singlovi s albuma Andeo s greškom, objavljeni su i na Dallas Special kompilacijama.

## Popis pjesama
1. "Hladan" (3:20)
2. "Sunce" (2:38)
3. "Putujem" (3:36)
4. "Želim biti ti" (4:00)
5. "Između nas" (2:24)
6. "Čuvam te" (3:23)
7. "Dno od suza" (4:51)
8. "Reinkarnacija" (0:25)
9. "Srce" (3:48)
10. "Ako moraš" (3:06)
11. "Ti kao ljubav" (3:41)
12. "Sve dok nebo ne postane more" (4:11)
13. "Daleko je raj" (4:11)

## Izvođači
- Ivan Dečak - Vokal, prateći vokali, akustična gitara
- Robert Kelemen - Gitara, mandolina
- Boris Gudlin - Bas gitara
- Irena "Cega" Celio - klavijature, udaraljke, prateći vokal
- Kirena - prateći vokal
- Mario Robert Kasumović - Bubnjevi

### Produkcija
- Producent, snimatelj, miks, mastered - Denyken
- Glazba, tekst - Ivan Dečak (skladbe: 1, 3, 4, 6 do 7, 10 do 13)
- Aranžer - Denyken (skladbe: 1 do 3, 5 do 13), Vatra (skladbe: 1 do 3, 5 do 13)
- Miks, mastered - Aco Razbornik
- Dizajn - Tonka Lujanac
- Fotografija - Saša Pjanić

## Vanjske poveznice
- Službene stranice sastava Vatra
- Discogs.com - Recenzija albuma